# 2027
2027 (MMXXVII) е обикновена година, започваща в петък според григорианския календар. Тя е 2027-ата година от новата ера, двадесет и седмата от третото хилядолетие и осмата от 2020-те.

## Събития
- Докладът от аутопсията на Елвис Пресли ще бъде публикуван петдесет години след смъртта му.[1]
- Архивираните документи на ФБР за Мартин Лутър Кинг ще бъдат разсекретени и предоставени на разположение на обществеността.